# Gerhard Lehmann (Sportwissenschaftler)
Gerhard Lehmann (* 21. Juli 1935 in Leipzig) ist ein deutscher Sportwissenschaftler und ehemaliger Präsident des Deutschen Judo-Verbandes (DJV).

## Schulzeit und Studium
Gerhard Lehmann besuchte die Oberschule und begann 1952 bei der BSG Turbine Leipzig Süd mit dem Judotraining. Nach dem Abitur studierte er von 1954 bis 1959 Geografie und Körpererziehung/Sport an der Karl-Marx-Universität und an der Deutschen Hochschule für Körperkultur (DHfK) in Leipzig. An der DHfK absolvierte er bei Horst Wolf eine vertiefte Fachausbildung in der Sportart Judo. Während und nach dem Studium betätigte er sich sportlich als Judo-Übungsleiter und -Trainer. Nach dem Studium ging er in den Schuldienst und arbeitete von 1959 bis 1963 als Oberstufenlehrer.

## Laufbahn als Sportwissenschaftler
Gerhard Lehmann begann seine sportwissenschaftliche Laufbahn 1963 als Assistent am Institut für Bewegungslehre der DHfK unter den Hochschullehrern Kurt Meinel und Günter Schnabel. 1969 promovierte er an der DHfK zum Dr. paed. und 1980 zum Dr. sc. paed. (habil). 1977 wurde er Leiter des Forschungsbereichs Sportspiele und ab 1978 arbeitete er als Hochschullehrer im Wissenschaftsbereich Kampfsport.
Nach der Habilitation wurde Gerhard Lehmann 1982 zum ordentlichen Professor für Theorie und Methodik des Trainings für Kampfsportarten berufen. In den 1980er Jahren arbeitete er an der DHfK in verschiedenen Leitungsfunktionen und übernahm von 1987 bis 1990 das Amt des Rektors. Als Rektor der DHfK war er auch Mitglied im Präsidium des DTSB und Stellvertretender Vorsitzender des Wissenschaftlichen Rates beim Staatssekretariat für Körperkultur und Sport.
Während der Wende in der DDR setzte sich Gerhard Lehmann für den Erhalt der DHfK ein, wurde jedoch Mitte 1990 vom Amt des Rektors entpflichtet und mit den meisten führenden Sportwissenschaftlern der DHfK in die Arbeitslosigkeit entlassen. Nach Abwicklung der Hochschule wechselte er ab Januar 1991 als Sportwissenschaftler nach Maria Enzersdorf in Österreich an das Institut für medizinische und sportwissenschaftliche Beratung (IMSB). Neben der sportwissenschaftlichen Betreuung eines Nachwuchs-Trainingszentrums und von Leistungssportlern aus unterschiedlichen Sportarten arbeitete er in Österreich in der Trainerweiterbildung. Damit verbunden war ein Lehrauftrag zur Ausbildung von Trainern und Lehrwarten an den Bundesanstalten für Leibeserziehung in Wien und Linz.
Seit 1999 befindet sich Gerhard Lehmann im Ruhestand. Einladungen als Referent bei der Aus- und Weiterbildung von Lehrwarten und Trainern erhielt er anschließend noch aus Österreich sowie von Sportfachverbänden für Karate und Taekwondo aus Bayern, Hessen und Nordrhein-Westfalen.

### Internationale Dozenten- und Referententätigkeit
1971 arbeitete Gerhard Lehmann für drei Monate in Ägypten als Dozent für das Fachgebiet Trainings- und Bewegungslehre an den Higher Institutes of Physical Education in Kairo und Alexandria. Außerdem hielt er Vorträge auf sportwissenschaftlichen Konferenzen u. a.:
- 1987 und 1989 in Spała (Polen),
- 1988 und 1990 in Seoul (Republik Korea)
- 1995 in Wien (Österreich)
- 2003 in Ancona  und in Senigallia (Italien)

## Laufbahn als Judofunktionär
Gerhard Lehmann begann 1957 seine Laufbahn im DJV zunächst als Übungsleiter und später als Judo-Trainer. 1966 legte er vor der Dan Prüfungskommission des DJV die Prüfung zum 1. Dan ab. Auf Grund seiner Forschungstätigkeit an der DHfK mit dem Schwerpunkt Bewegungslehre und Trainingsmethodik für Judoka im Kindesalter wurde er von 1968 bis 1970 Mitglied der Kinder- und Jugendkommission des DJV. Zusammen mit dem DJV-Nachwuchstrainer Hans Müller-Deck und dessen designiertem Nachfolger Willi Lorbeer erstellte er das ab 1969 gültige Ausbildungsprogramm im Deutschen Judoverband der DDR. 1970 wurde Gerhard Lehmann Mitglied im DJV-Präsidium und die zentrale Graduierungskommission des DJV verlieh ihm außerdem den 2. Dan. 1971 wurde er zum Mitglied in die Dan-Prüfungskommission des Bezirks Leipzig berufen. Von 1974 bis 1988 übernahm er in der Funktion des DJV-Vizepräsidenten die Verantwortung für die Erarbeitung langfristiger Konzepte für das Nachwuchstraining. 1988 wurde er als Nachfolger von Gerhard Grafe zum Präsidenten des DJV gewählt. Unter seiner Verantwortung wurde u. a. ab 1988 die olympische Förderung weiblicher Judoka ermöglicht und 1989 in Berlin der Kongress der Europäischen Judo-Union durchgeführt. Außerdem setzte er sich für die Aufnahme der Kampfsportarten Karate und Taekwondo in den DJV ein. 1990 wurde der bisherige Vizepräsident Erhard Buchholz als Nachfolger Gerhard Lehmanns letzter Präsident vor der Vereinigung des DJV mit dem Deutschen Judo-Bund (DJB) im Februar 1991. Im Rahmen des Vereinigungsprozesses leitete Gerhard Lehmann 1990/91 die Kommission AG Judo 2000 im DJB. Er ist Träger des  5. Dan Judo, des 1. Dan Karate und des 1. Dan Taekwondo.

## Auszeichnungen
Als Sportpädagoge, Judo-Trainer und Judofunktionär erhielt Gerhard Lehmann in der DDR folgende Auszeichnungen:
- Verdienter Meister des Sports
- Pestalozzi-Medaille für treue Dienste in Bronze
- Ehrennadel des DTSB in Gold
- Ehrennadel des Deutschen Judo-Verbandes der DDR in Gold

## Publikationen in sportwissenschaftlichen Periodika (Auswahl)
- Zur Entwicklung der Kraftausdauer bei Judoka im Alter von neun bis zehneinhalb Jahren.  Theorie und Praxis der Körperkultur, Jahrgang 20 (3), S. 247–254, Berlin 1970
- Untersuchungen zum günstigen Zeitpunkt eines Trainingsbeginns im Judo-Kampfsport. Theorie und Praxis der Körperkultur, Jahrgang 20 (8), S. 715–727, Berlin 1970
- Trainingsmethodische Prinzipien für die Ausbildung von Anfängern im Judo-Kampfsport. Theorie und Praxis der Körperkultur, Jahrgang 21 (4), S. 321–324, Berlin 1972
- Vergleichende Untersuchungen zur Leistungsentwicklung bei Judoka. Theorie und Praxis der Körperkultur, Jahrgang 23 (5), S. 428–437, Berlin 1973

Gerhard Lehmann hat mehr als 100 Aufsätze in verschiedenen sportwissenschaftlichen Zeitschriften veröffentlicht, 16 davon nach 1991 in „leistungssport“ – Zeitschrift für Fortbildung von Trainern, Übungsleitern und Sportlehrern, herausgegeben vom DOSB.

## Buchveröffentlichungen
- Ausbildungsprogramm im Deutschen Judo-Verband der DDR. (Koautoren: Willi Lorbeer, Hans Müller-Deck), Deutscher Judo-Verband der DDR, Berlin 1969.
- Vergleichende Untersuchungen zum motorischen Lernprozess im Judo-Kampfsport bei Jungen im Alter von siebeneinhalb bis achteinhalb und neun bis zehneinhalb Jahren unter dem Aspekt der Gestaltung eines beginnenden Grundlagentrainings. DKfK, Dissertation A, Leipzig 1969
- Schülersport Judo. (Koautor: Hans Müller-Deck), Sportverlag Berlin, 1977, 1980, 1983
- Judo – Ein Lehrbuch für Trainer, Übungsleiter und Aktive. (Koautoren: Hans Müller-Deck u. a.), Sportverlag Berlin, 1986.
- Große Judo-Wurfschule. (Koautor: Hans-Jürgen Ulbricht), Ullstein Sportverlag, Berlin 1998, ISBN 3-548-27620-2.
- Ausdauertraining in Kampfsportarten. Philippka-Sportverlag, Münster, 2000, ISBN 3-89417-092-1.
- Judo – Klassische und moderne Wurftechniken. (Koautor: Hans-Jürgen Ulbricht), Meyer & Meyer, Aachen 2007, ISBN 978-3-89899-233-6.
- Deutsche Hochschule für Körperkultur Leipzig 1950–1990. Entwicklung, Funktion, Arbeitsweise. (Koautoren: Lothar Kalb, Norbert Rogalski, Detlev Schröter, Günther Wonneberger (Hrsg.)), Meyer & Meyer, Aachen 2007, ISBN 978-3-89899-286-2.
- Mitarbeit bei einzelnen Kapiteln in:
  - Kurt Meinel, Günter Schnabel: Bewegungslehre. Volk und Wissen Volkseigener Verlag, Berlin 1976
  - Günter Thieß, Peter Tschiene (Hrsg.): Handbuch zur Wettkampflehre. Meyer & Meyer, Aachen 1999, ISBN 9783891245415